# Oliver Dulić
Oliver Dulić, cyr. Оливер Дулић (ur. 21 stycznia 1975 w Belgradzie) – serbski lekarz i polityk, w latach 2007–2008 przewodniczący Zgromadzenia Narodowego Republiki Serbii, następnie do 2012 minister środowiska.

## Życiorys
Ukończył medyczną szkołę średnią w Suboticy, następnie studia na Wydziale Medycznym Uniwersytetu w Belgradzie, specjalizując się w ortopedii i traumatologii. Podjął pracę w zawodzie lekarza w Suboticy. W połowie lat 90. wstąpił do Partii Demokratycznej, był jednym z organizatorów protestów studenckich z przełomu lat 1996 i 1997, które wymusiły uznanie przez władze wyników wyborów lokalnych. W 2001 mianowany na stanowisko naczelnika okręgu północnobackiego.
Wybierany do Zgromadzenia Narodowego na kolejne kadencje. Od maja 2007 do czerwca 2008 był przewodniczącym serbskiego parlamentu. Następnie do czerwca 2012 sprawował urząd ministra środowiska w gabinecie Mirka Cvetkovicia. Po wyborach w 2012, w wyniku których Partia Demokratyczna znalazła się w opozycji, na żądanie nowego przewodniczącego Dragana Đilasa zrezygnował z mandatu poselskiego, pozostając członkiem ścisłych władz ugrupowania.